# Serau de l'Himàlaia
El serau de l'Himàlaia (Capricornis thar) és un caprí vulnerable, originari de l'est i el sud-est de Bangladesh, l'Himàlaia (Bhutan, el nord de l'Índia i el Nepal), el nord-est de l'Índia i probablement l'oest de Myanmar. En el passat se l'ha considerat una subespècie del serau comú, Capricornis sumatraensis.